# Santuário Arquidiocesano Santa Luzia
O Santuário Arquidiocesano da cidade de Santa Luzia, no estado de Minas Gerais, está majestosamente erigido no alto da Rua Direita, no centro histórico da cidade. A ele se chega passando por casarões interessantes dos séculos XVIII e XIX, como o imponente Solar da Baronesa e o Solar Teixeira da Costa, que hoje abriga a casa de cultura e um museu.

## Histórico
Há referências de que a data da construção do templo seria 1774. Isso é pouco provável pois já há referências a dois grandes templos numa petição de 1761, reivindicando fosse o arraial elevado à categoria de vila. É difícil acreditar que um deles fosse destruído nos treze anos seguintes para dar lugar a um outro grande templo. Certamente essa data se refere a obras de acabamento ou reconstrução. A construção da Igreja Matriz de Santa Luzia veio da iniciativa do Sargento-mor Joaquim Pacheco Ribeiro, o que teria ocorrido em retribuição a uma graça alcançada. O militar de origem portuguesa estabeleceu-se na localidade com suas três filhas e deixou extensa descendência. O interior da igreja possui características de distintas fases do barroco mineiro. Sua fachada passou por intervenções no início do século XX quando foram retiradas as telhas coloniais do campanário e detalhes entalhados da, entre outras modificações. A última grande obra de restauração e conservação por que a construção passou ocorreu entre as décadas de 1980 e de 1990. Em 2006, a igreja teve reintegradas a seu acervo 3 imagens de anjos que estavam para ser leiloadas no Rio de Janeiro e que teriam sido vendidas por um zelador da igreja no fim da década de 1950.

## Descrição
O amplo adro, aberto para a rua, é alcançado após uma alta escadaria de cimento, fruto de uma reforma mais recente. Possui duas altas torres quadradas, com cúpulas em forma de pirâmide, encimadas por pináculos também de forma piramidada. Em cada um dos quatro lados das cúpulas há delgadas e singelas pontas. O frontão é uma empena despojada e praticamente reta, encimada por uma cruz pequena, acima de um pedestal irregular. Há um óculo redondo a meio caminho entre o frontispício e o frontão sob uma cimalha simples que se verga para contorná-lo. A porta é bastante singela, com ombreiras retas e delgadas em alvenaria. Há dois janelões elevados, com balaustradas em ferro e duas janelas baixas ao nível do piso.
O interior da igreja causa agradável surpresa pela qualidade da talha, harmonia do conjunto e profusão de pinturas. A capela-mor é guarnecida de imponentes tribunas à frente de grandes janelões. São alcançadas através da tradicional escadaria íngreme posicionada atrás do altar e a que se chega por um dos corredores laterais. Estão ligadas a um amplo salão que além de servir de consistório, provavelmente servia também para as abastadas famílias que tinham o privilégio de assistir aos ofícios do alto da capela mor, aguardarem o início das cerimônias. Na parte de baixo, sob este salão,  está a sacristia igualmente ampla, porém com um arcaz bastante simples e diminuto.
O retábulo da capela mor é em dossel com colunas torsas marfinizadas, contornadas por ramagens de folhas. Acima do cortinado estão imagens da Santíssima Trindade entalhadas. Há uma espécie de nicho de cada lado onde se destacam figuras de anjos. Podem ser vistas figuras de anjos também sobre consolos, de cada lado do altar. A mesa da comunhão é bastante rica e entalhada da mesma forma que o altar com o qual compõe um harmonioso conjunto. Há dois grandes painéis de cada lado representando, conforme indicado, São Bento e São Francisco de Sales. O arco cruzeiro tem colunas quadradas com capitéis retos e uma tarja trabalhada na forma de medalhão. Ao seu lado, voltadas para a nave, estão quatro pinturas sobre portas que dão acesso aos corredores laterais, representando os evangelistas. Essas portas são pintadas imitando mármore.
A nave é iluminada por janelões que se abrem atrás de tribunas, guarnecidas por balaustradas de madeira torneada e tendo no alto arcos rebaixados. Os altares, em número de seis, apresentam os dois primeiro em dossel e os demais em arco ininterrupto, com franjas e conchas e emoldurados por colunas retas com fuste de estrias largas, partindo de consolos.
O teto da nave é assoalhado, de forma abaulada e decorado com uma figura de Nossa Senhora guarnecida por grossas cornijas retas contornando todo o recinto da nave. O coro é simples e reto, sustentado por colunas delgadas sob arcos. As tribunas também não foram objeto de maior atenção por parte dos construtores do templo. Toda a talha é clara, predominando o branco sobre o dourado, característica própria da segunda data que encontramos como sendo o ano de ereção do templo. Enfim, o Santuário Arquidiocesano Santa Luzia é um templo imponente que causa boa impressão ao visitante.
Na Revolução Liberal de 1842 cuja batalha final, em Minas Gerais, se deu em Santa Luzia, a matriz serviu de refúgio para os revoltosos.